# Manoncourt-en-Woëvre
Manoncourt-en-Woëvre è un comune francese di 222 abitanti situato nel dipartimento della Meurthe e Mosella nella regione del Grand Est.

## Società

### Evoluzione demografica
Abitanti censiti